# Beverley's
La Beverley's fu un'etichetta discografica giamaicana fondata dal produttore discografico Leslie Kong nel 1961. Lavorarono per la compagnia artisti come Jimmy Cliff, Bob Marley (vennero prodotti i suoi singoli "Judge Not" e "One Cup of Coffee" nel 1962), Desmond Dekker, the Maytals, Derrick Morgan, e the Pioneers.

## Storia
Leslie Kong, all'epoca gestiva una gelateria e un negozio di dischi gestito insieme ai suoi fratelli Fats e Cecil, notò nel 1961 quando Jimmy Cliff cantare "Dearest Beverley" all'esterno del negozio; registrò il singolo per la Beverley.
La Beverley's fallì subito dopo la morte di Leslie Kong avvenuta nel 1971 per un attacco cardiaco.

## Alcuni dischi pubblicati dall'etichetta[3]
- Desmond Dekker and the Aces  - Action! (1967)
- Desmond Dekker - Intensified (1968)
- The Pioneers - Long Shot (1969)
- Toots & the Maytals - Sweet and Dandy (1969)
- Bob Marley & Wailers - The Best of The Wailers (1970)
- Derrick Morgan - The Best of Derrick Morgan (1970)
- Gaylads - Fire & Rain (1970)
- Jimmy Cliff - Hard Road to Travel (1970)
- Ken Boothe - Freedom Street (1970)
- The Maytals - Monkey Man (1970)